# Cyathe strié
Cyathus striatus
Espèce
Le Cyathe strié (Cyathus striatus) est une espèce de champignons agaricomycètes saprophytes du genre Cyathus et de la famille des Agaricaceae ou des Nidulariaceae selon les classifications.
Ce petit champignon en forme de « cornet de dragées » dont l'intérieur est strié, est dit « grégaire » car formant souvent des groupes ou colonies. Cette espèce est proche des « vesses de loup » bien que présentant une forme très différente. 

Les jeunes champignons présentent un opercule membraneux qui ferme la cavité qui plus tard libérera les spores qui murissent dans des sacs dits « péridioles ».